# Fershampenuaz
Fershampenuaz (en ruso: Фершампенуаз, del francés Fère-Champenoise) es una ciudad del óblast de Cheliábinsk, Rusia, ubicada a la orilla izquierda de un afluente del río Ufá, el cual es tributario por la derecha del río Belaya, que es un afluente del río Kama y este, a su vez, lo es del Volga. Su población en el año 2010 era de 4300 habitantes.

## Historia
Se fundó en 1842 por los cosacos de la zona de Oremburgo. Recibe este nombre en honor a la batalla de Fère-Champenoise en la que los cosacos vencieron al ejército de Napoleón en 1814.